# Shavo Odadjian
Shavo Odadjian (arménsky Շավո Օդադջյա * 22. dubna 1974 Jerevan, ASSR) je baskytarista metalové skupiny System of a Down z Los Angeles a zakladatel hiphopové skupiny Achozen.
Narodil se v Arménském Jerevanu, ale brzy odešel s rodinou do Itálie, odkud se přesunul do L.A. v Kalifornii. Jako mladý jezdil na skateboardu a poslouchal punk rock, heavy metal a hip-hop, sám uvádí kapely Kiss, Black Sabbath, Punk Angels a Slayer. Chodil na stejnou školu (Alex Pilibos Elementary School- Arménská škola v LA) jako Daron Malakian a Serj Tankian, v té době se ovšem neznali, byl mezi nimi věkový rozdíl (Serj je ročník 1967, Shavo 1974 a Daron 1975)
Později pracoval jako úředník v bance, v té době byl managerem SOIL (Kapela Serje a Darona). V roce 1995 se stal natrvalo baskytaristou SOAD. Shavo je také velmi známým a populárním DJem v oblasti LA (vystupuje pod jménem "DJ Tactic")
Po začátku pauzy System of a Down se pustil do projektu s RZA z Wu-Tang Clanu a založili skupinu Achozen.
Dále v době pauzy SOAD dal vzniknout projektu „urSession“, což je web, který slouží pro prezentaci a vyhledávání různých hudebníků; např. hledá-li kapela nového bubeníka stačí kouknout na urSession a prohlédnout prezentace registrovaných bubeníků.
Na koncertech má asi nejvíc energické vystupování a udržuje nejbližší kontakt s publikem. Někdy se dokonce natírá fosforem, aby byl opravdu k nepřehlédnutí (to dělal hlavně dříve).

## Práce filmaře a vedlejší projekty
Shavo režíroval také velkou část videoklipů k singlům SOAD (např. "Aerials", "Toxicity", "Question!" nebo "Hypnotize); používá přitom inovativní metody a vytváří tak zajímavou a surrealistickou atmosféru. Říká se, že video k singlu „Question!“ bylo natočeno podle snu, který se Shavovi zdál.
V roce 2006 si Odadjian zahrál v dokumentu Screamers, mezinárodně známé režisérky Carly Garapedian. Film sleduje Odadjiana a zbytek metalové kapely System of a Down na jejich turné po Evropě a USA, kde poukazují na hrůzy novodobé genocidy, která začala v Arménii v roce 1915 až po dnešní Dárfúr.
V letech 2007-2008 Odadjian a Rza spolupracovali s Hansem Zimmerem na hudbě k filmu Babylon A.D. s Vinem Dieselem v hlavní roli. Vedle písně "Deuces" je Odadjian podepsán pod skladbami "A Single Moment", "Foreshadow", "Blade Runner 0.8.", "Rollin DissgEyes", "Build Your Enemies", "Digital Slaps" a "Immaculate".
Odadjian byl koproducentem hororového filmu, nechtěl však prozradit jméno režiséra ani název filmu. Nejspíš šlo o menší nízkorozpočtový film, jelikož se o něm nikde a nikdy veřejně už nemluvilo.
V roce 2015 Odadjian režíroval launch trailer k videohře Mortal Kombat X, v němž zazněla charakteristická píseň jeho kapely SOAD "Chop Suey!".
V roce 2024, ohlásil vydání debutového alba svého nového projektu Seven Hours After Violet. 

## Osobní život
V roce 1993 si zahrál po boku Arnolda Schwarzeneggera v klipu AC/DC na singl „Big Gun“. Měl i menší cameo roli ve filmu Zoolander.
Hraje na basy značek Gibson a Ibanez.
Má rád fotbalový tým Los Angeles FC, kam často chodí na zápasy. Rád si ovšem zajde i na hokejová utkání týmu Los Angeles Kings.

### Rodina
Odadjian chodil s herečkou Kassie Spielman (2005-2007). Později začal chodit se svou současnou manželkou Soniou Odadjian, která se mimo jiné objevila ve videoklipu Serje Tankiana "Baby". Vzali se 20. července 2010.
V září 2011 se mu narodil syn, Shavo Odadjian junior. Prozradil to Daron, když mu na koncertu 28. 9. 2011 věnoval píseň. Později se mu narodil druhý syn Hayk Victor a dcera Lia Rose.